# Gajahmungkur
Gajahmungkur is een bestuurslaag in het regentschap Semarang van de provincie Midden-Java, Indonesië. Gajahmungkur telt 15.336 inwoners (volkstelling 2010).